# Valachie (région)
Pour les articles homonymes, voir Valachie.
Du point de vue géographique, la Valachie est une région historique européenne et roumaine du sud de la Roumanie. En anglais et allemand, on retrouve deux subdivisions séparées par la rivière Olt : la « Petite Valachie » (Little Wallachia, Kleine Walachei) et la « Grande Valachie » (Great Wallachia, Grosse Walachei), nommées par les Roumains respectivement Olténie et Munténie.

## Nom
Le nom « Valachie » est une traduction de l'endonyme Țara Românească (« le pays roumain » en roumain), et il est issu de l'ancien exonyme des roumanophones qui est « Valaques ». Les territoires ou pays où ceux-ci vivaient étaient appelés des « valachies » (nom commun pluriel, par différence avec les « sklavinies » slaves). Quant aux « Valaques », ils tirent leur dénomination d'un mot germanique, Walh, signifiant : « non-Germain ». Ainsi la région roumaine de Valachie n'est que l'une des « valachies » : celle que l'on appelait au Moyen Âge « Hongro-valachie » (en roumain Ungro-Vlahia), parce qu'elle avait été, jusqu'à la bataille de Posada en 1330, vassale de la Hongrie.

## Géographie
La Valachie est la partie sud de la Roumanie. C'est un pays de collines et de plaines qui s'étagent entre le versant sud des Carpates méridionales et la rive nord (gauche) du Danube. Sa partie Sud et Est est constituée par la plaine danubienne, entrecoupée de rivières coulant généralement du Nord-Ouest vers le Sud-Est, encaissées d'une dizaine de mètres dans la plaine et formant, par endroits, des lacs naturels. Sa partie centrale et Ouest est vallonnée et son extrémité nord comprend les contreforts méridionaux des Alpes de Transylvanie.
La rivière Olt divise la Valachie en deux parties : la Munténie (ou Grande Valachie) et l'Olténie (ou Petite Valachie). La plus grande zone urbaine de la région est Bucarest, capitale de la Roumanie qui regroupe deux millions et demi d'habitants, mais d'autres zones bien urbanisées et industrialisées sont Craiova, Pitești, Ploiești et Brăila.
Le climat est continental, avec des étés très chauds et orageux, et des hivers très froids et neigeux (de moins en moins froids depuis quelques décennies) ; en ville, ces contrastes se sont accentués aux XXe et XXIe siècles à cause de la diminution des espaces verts et de la multiplication des grands immeubles en verre et béton.
Au Moyen Âge, la Valachie était encore couverte, au Nord-Ouest, d'épaisses forêts (codri) dont des vestiges subsistent sur les contreforts des Carpates et autour de Bucarest (codrii Vlăsiei) ; le Sud-Est était couvert de prairies et de steppes comme celle du Bărăgan, représentant l'extrémité occidentale de la steppe pontique. À partir du XVIe les cultures ont de plus en plus progressé au détriment de ces deux formations végétales.

## Histoire

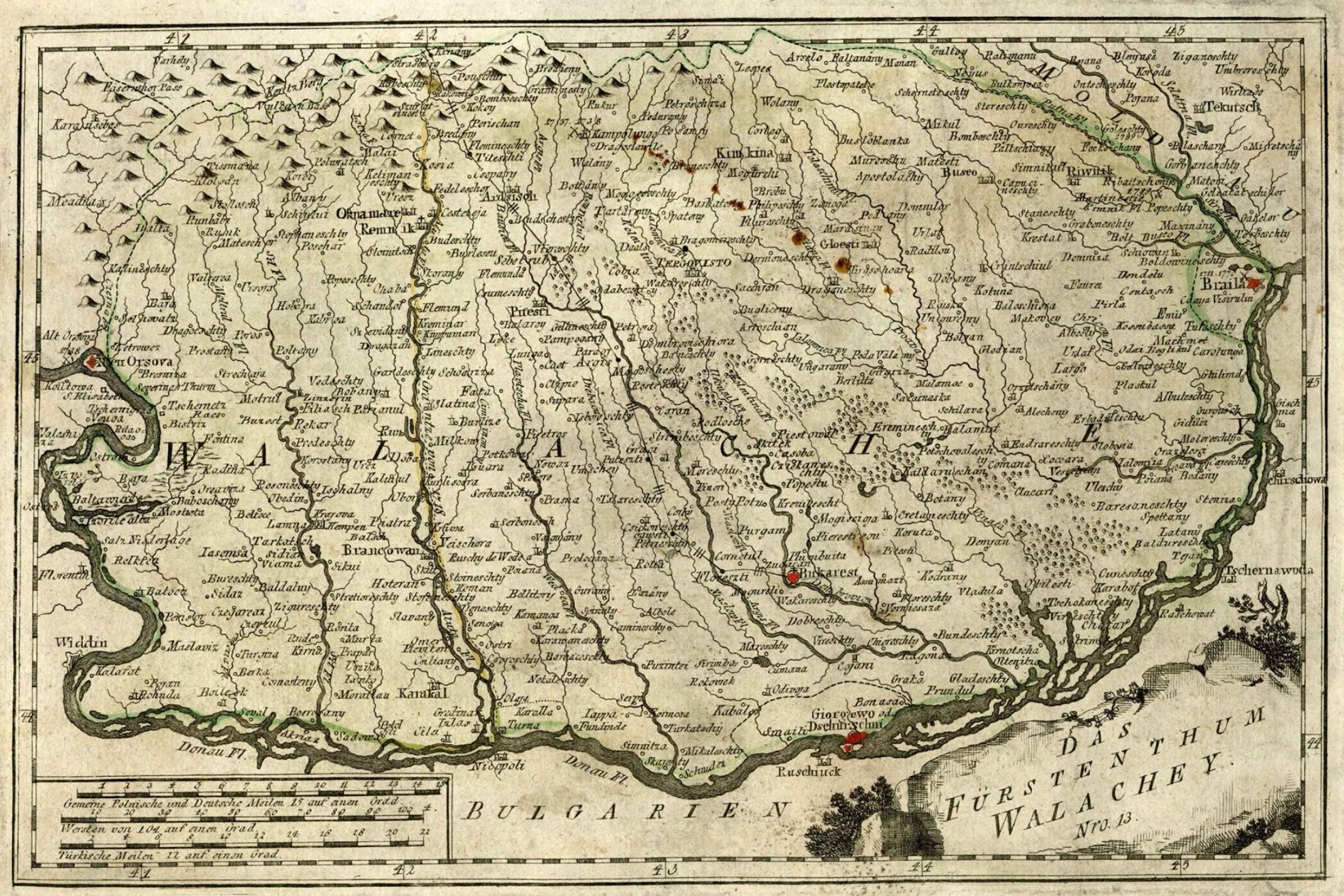
Carte historique de la principauté de Valachie (1789).

Dans l'Antiquité, la région était peuplée par les tribus thraces des Daces, également appelées « Gètes » en grec, d'où son nom antique de Getae. Les Gètes vivant près des contreforts des Carpates étaient alliés à ceux de l'actuelle Transylvanie et donc hostiles aux Romains ; ceux de la plaine, en revanche, commerçaient avec Rome comme en témoignent l'archéologie et l'épigraphie ; des levées de terre appelées brazda lui Novac séparaient ces tribus aux intérêts divergents. En 106, le territoire de la Valachie à l'Ouest de l'Olt est intégré à la province romaine de Dacie, tandis qu'à l'Est de l'Olt, il est rattaché, sans être intégré, à la province de Mésie. Face aux attaques des Carpiens (Daces libres de Moldavie) et des Goths, l'Empire romain abandonne progressivement ses territoires situés au nord du Danube entre 256 et 275 : ses habitants romanisés sont autorisés à s'installer en Mésie parmi les Thraco-Romains. Les Carpes et les Goths prennent possession de l'ensemble de la Valachie, mais l'archéologie et la linguistique semblent indiquer que des bergers romanophones ont continué à transhumer sur des axes Nord-Sud à travers le pays entre leurs posades des Carpates et la Mésie, désormais appelée Dacie aurélienne.
Après avoir été parcourue d'Est en Ouest par de nombreux peuples lors des Invasions barbares, les Slaves et les Bulgares s'y installent et forment, en 681, un puissant État qui s'étend de part et d'autre du Danube. Au IXe au sud du Danube, l'Empire romain d'orient (dit « byzantin ») reprend ses droits, tandis qu'au nord s'installent les Petchénègues puis les Coumans.
Lors de la création du Second Empire bulgare, la Valachie fait partie, à nouveau, de ce royaume que les chroniques de l'époque nomment « Rex Bulgarorum et Blachorum » ("royaume des Bulgares et des Valaques"). D'après les sources byzantines, hongroises, bulgares et franciscaine (Guillaume de Rubrouck), la région est alors disputée entre ce royaume et celui de Hongrie ; elle est gouvernée par des princes (knèze) ou des gouverneurs militaires (voïvodes). En 1224, elle est ravagée par les Tatars, et après cela, les voïvodes roumains passent sous suzeraineté hongroise (Banat de Severin en Olténie, voïvodat de Seneslau en Munténie), tandis que les Valaques du sud du Danube (dynasties de Deleanu, Caloian et Asen) laissent place à des Tsars bulgares (tzarats de Vidin et de Tarnovo). 

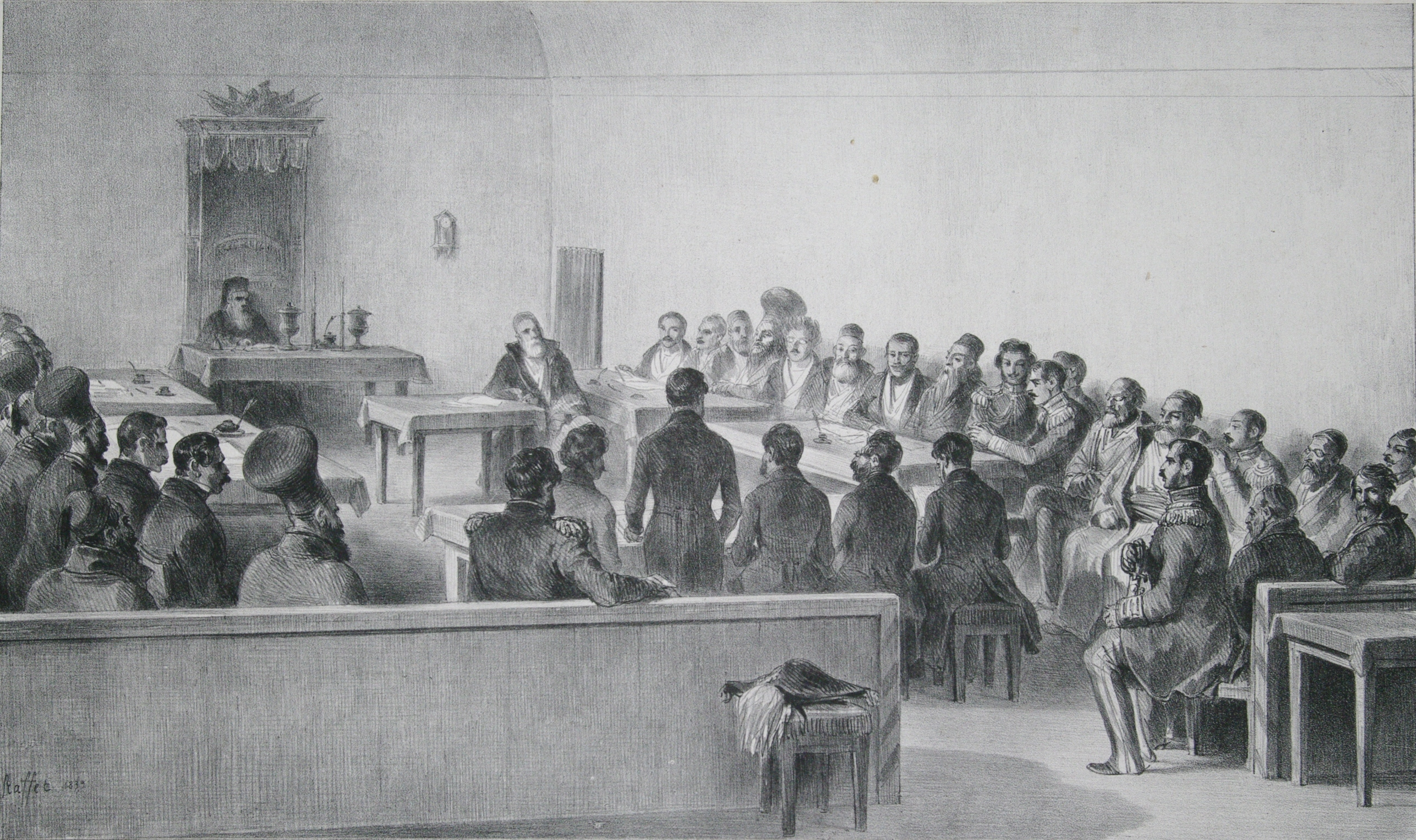
L'Assemblée législative de la principauté de Valachie en 1837, par Auguste Raffet.

À compter de 1330, la Valachie, désormais unifiée, devient une principauté indépendante. Mais une centaine d'années plus tard, elle doit accepter de devenir tributaire de l'Empire turc (sans cependant jamais être une province ottomane, comme on le voit par erreur dans la plupart des atlas historiques occidentaux). Elle garde son autonomie, ses lois, son armée, sa flotte, ses ambassadeurs, ses princes, dont le plus connu en occident est Vlad III l'Empaleur (1431-1476), qui a donné son nom au personnage de « Dracula ». Et elle fait parfois la guerre à son suzerain, le sultan turc : ainsi, le prince Michel Ier le Brave unit brièvement en 1600 les principautés de Valachie, Transylvanie et Moldavie.
À compter de 1716, les sultans turcs commencent à nommer eux-mêmes les princes (auparavant élus par la noblesse roumaine) parmi les grecs ottomans « phanariotes », ce qui entraîne le mécontentement de la population autochtone. Le gouvernement des phanariotes prend fin en 1821, après la révolution menée par Tudor Vladimirescu. En 1831 est adopté un « règlement organique » pour la Valachie et elle forme, en 1859, conjointement avec la Moldavie, les Principautés unies de Moldavie et de Valachie avec, à sa tête, Alexandre Jean Cuza. Celui-ci déclare l'indépendance du nouvel état - la Roumanie - le 24 décembre 1861, mais cette indépendance de facto ne sera reconnue de jure qu'à la suite de la Guerre russo-turque de 1877-1878 et des traites de San Stefano et de Berlin.